# Los Mochis
Los Mochis egy város Mexikó Sinaloa államának északnyugati részén, Ahome község központja. 2010-ben lakossága meghaladta a 256 000 főt.

## Földrajz

### Fekvése
Los Mochis Mexikó és Sinaloa állam északnyugati részén, a Csendes-óceán partján húzódó síkságon terül el. Felszíne csaknem teljesen sík, néhány métert lejt délnyugat felé, valamint északkeleti szélén egy több tíz méter magas hegy, a Cerro de la Memoria emelkedik, amely a település egyik jelképének is számít. A város környékén levő földeket teljes egészükben mezőgazdasági hasznosítás alá vonták. Utcahálózata merőleges utcákból áll.

### Éghajlat
A város éghajlata forró és viszonylag száraz. Minden hónapban mértek már legalább 36 °C-os hőséget, a rekord elérte a 48 °C-ot is. Az átlagos hőmérsékletek a januári 18,9 és a júliusi 31,5 fok között váltakoznak, fagy nem fordul elő. Az évi átlagosan 332 mm csapadék időbeli eloszlása nagyon egyenetlen: a júliustól októberig tartó 4 hónapos időszak alatt hull az éves mennyiség közel 80%-a.
| Hónap                                   | Jan. | Feb. | Már. | Ápr. | Máj. | Jún. | Júl. | Aug. | Szep. | Okt. | Nov. | Dec. | Év   |
| --------------------------------------- | ---- | ---- | ---- | ---- | ---- | ---- | ---- | ---- | ----- | ---- | ---- | ---- | ---- |
| Rekord max. hőmérséklet (°C)            | 36,0 | 38,5 | 40,0 | 40,0 | 43,0 | 44,0 | 45,0 | 47,5 | 48,0  | 43,0 | 40,0 | 36,0 | 48,0 |
| Átlagos max. hőmérséklet (°C)           | 26,1 | 27,7 | 29,7 | 32,5 | 35,2 | 37,1 | 37,6 | 37,5 | 36,7  | 35,2 | 30,7 | 26,5 | 32,7 |
| Átlaghőmérséklet (°C)                   | 18,9 | 19,9 | 21,5 | 24,0 | 26,8 | 30,1 | 31,5 | 31,3 | 30,7  | 28,4 | 23,4 | 19,5 | 25,5 |
| Átlagos min. hőmérséklet (°C)           | 11,7 | 12,1 | 13,3 | 15,5 | 18,4 | 23,1 | 25,4 | 25,2 | 24,7  | 21,6 | 16,1 | 12,6 | 18,3 |
| Rekord min. hőmérséklet (°C)            | 2,5  | 4,5  | 6,0  | 9,0  | 11,0 | 13,0 | 20,0 | 19,5 | 13,0  | 12,0 | 7,0  | 4,0  | 2,5  |
| Átl. csapadékmennyiség (mm)             | 15   | 8    | 3    | 1    | 1    | 6    | 48   | 88   | 92    | 33   | 18   | 19   | 332  |
| Forrás: Servicio Meteorológico Nacional |      |      |      |      |      |      |      |      |       |      |      |      |      |

## Népesség
A település népessége a közelmúltban folyamatosan növekedett:
| Év   | Lakosság |
| ---- | -------- |
| 1990 | 162 659  |
| 1995 | 188 349  |
| 2000 | 200 906  |
| 2005 | 231 977  |
| 2010 | 256 613  |

## Története
A város alapításáról többféle elmélet létezik. Az egyik szerint a 20. század elején egy Albert Kimsey Owen vezette telepescsoport indult el Topolobampo kikötőjéből a szárazföld belsejébe a Tastes-csatorna mentén, ám a telepesek között belviszályok alakultak ki, ezért útjaik szétváltak. Egyikük a mai Los Mochis helyére jutott el, és ott hozta létre a települést El Público néven. A másik elmélet szerint a 19. század legvégén Benjamín Johnston volt a város alapítója, aki 1898-ban tette le a cukorgyár alapkövét, majd a gyár mellé házak is épültek az ott dolgozók és a mezőgazdasági munkások számára. Eszerint az elmélet szerint 1900-ban már 517-en éltek a településen, ebből közel 300 férfi.
A későbbiekben a település gyorsan növekedett, a környék kereskedelmi és üzleti központjává vált, és lakossága már az addigi községközpontét, Ahoméét is meghaladta. Ezért egyre többen sürgették, hogy a községközpont költözzön át ide, ám erre csak 1935 tavaszán került sor.

## Turizmus, látnivalók
Los Mochis nem kimondott turisztikai célpont, de azért néhány látnivalója van: a Plaza de la Solidaridad téren álló Alegoría Infantil című szobor, a Plazuela 27 de septiembre nevű terecske, a Cerro de la Memoria hegy és az azon levő La Pérgola kilátóhely, az ugyancsak ennek a hegynek a lejtőin álló, Conrado Espinoza professzorról elnevezett kultúrház, a Benito Juárez-emlékmű, Don Quijote és Sancho Panza emlékműve a Guadalupe-templomnál, valamint a Jézus Szent Szíve templom.

## Sport
Los Mochis legnagyobb labdarúgóklubja a Murciélagos FC, amely a mexikói másodosztályú bajnokságban szerepel. Stadionjuk a közel 11 000 férőhelyes Estadio Centenario.